# Houston Mavericks 1968-1969
La stagione 1968-69 degli Houston Mavericks fu la 2ª nella ABA per la franchigia.
Gli Houston Mavericks arrivarono sesti nella Western Division con un record di 23-55, non qualificandosi per i play-off.

## Roster
| N° | Naz.                   | Ruolo | Sportivo        | Anno | Alt. | Peso |
| -- | ---------------------- | ----- | --------------- | ---- | ---- | ---- |
| 12 | Stati Uniti (bandiera) | G     | Willie Somerset | 1942 | 173  | 77   |
| 12 | Stati Uniti (bandiera) | AC    | Hank Whitney    | 1939 | 201  | 104  |
| 14 | Stati Uniti (bandiera) | GA    | Don Carlos      | 1944 | 196  | 95   |
| 15 | Stati Uniti (bandiera) | G     | Bill Gaines     | 1946 | 193  | 84   |
| 15 | Stati Uniti (bandiera) | A     | Willie Porter   | 1942 | 201  | 93   |
| 20 | Stati Uniti (bandiera) | AC    | Stew Johnson    | 1944 | 203  | 100  |
| 21 | Stati Uniti (bandiera) | GA    | Steve Kramer    | 1945 | 196  | 91   |
| 21 | Stati Uniti (bandiera) | GA    | Jerry Pettway   | 1944 | 191  | 84   |
| 22 | Stati Uniti (bandiera) | G     | Bob Verga       | 1945 | 185  | 86   |
| 24 | Stati Uniti (bandiera) | C     | Tom Hoover      | 1941 | 206  | 104  |
| 24 | Stati Uniti (bandiera) | GA    | Tony Jackson    | 1942 | 193  | 91   |
| 25 | Stati Uniti (bandiera) | G     | Spider Bennett  | 1943 | 191  | 86   |
| 25 | Stati Uniti (bandiera) | G     | Rich Dumas      | 1944 | 191  | 77   |
| 31 | Stati Uniti (bandiera) | A     | Guy Manning     | 1944 | 198  | 88   |
| 32 | Stati Uniti (bandiera) | A     | Keith Swagerty  | 1945 | 201  | 107  |
| 33 | Stati Uniti (bandiera) | C     | Larry Bunce     | 1945 | 213  | 109  |
| 33 | Stati Uniti (bandiera) | G     | Dick Clark      | 1944 | 193  | 86   |
| 34 | Stati Uniti (bandiera) | A     | Art Becker      | 1982 | 201  | 93   |
| 35 | Stati Uniti (bandiera) | A     | Leary Lentz     | 1967 | 198  | 91   |
| 35 | Stati Uniti (bandiera) | GA    | Levern Tart     | 1942 | 188  | 88   |
| 44 | Stati Uniti (bandiera) | C     | Kendall Rhine   | 1943 | 208  | 104  |
| 52 | Stati Uniti (bandiera) | C     | Tom Kondla      | 1946 | 203  | 102  |

## Staff tecnico
- Allenatori: Slater Martin (3-9) (fino al 27 novembre)[1], Jim Weaver (20-46)